# Bahnhof Berlin-Wilhelmshagen
Der Bahnhof Berlin-Wilhelmshagen ist ein an der Niederschlesisch-Märkischen Bahn gelegener Bahnhof der Berliner S-Bahn. Er befindet sich in der Siedlung Wilhelmshagen im Ortsteil Rahnsdorf des Bezirks Treptow-Köpenick und ist die letzte Station auf Berliner Gebiet an der Vorortstrecke nach Erkner. Er wird von der S-Bahn-Linie S3 bedient.

## Geschichte

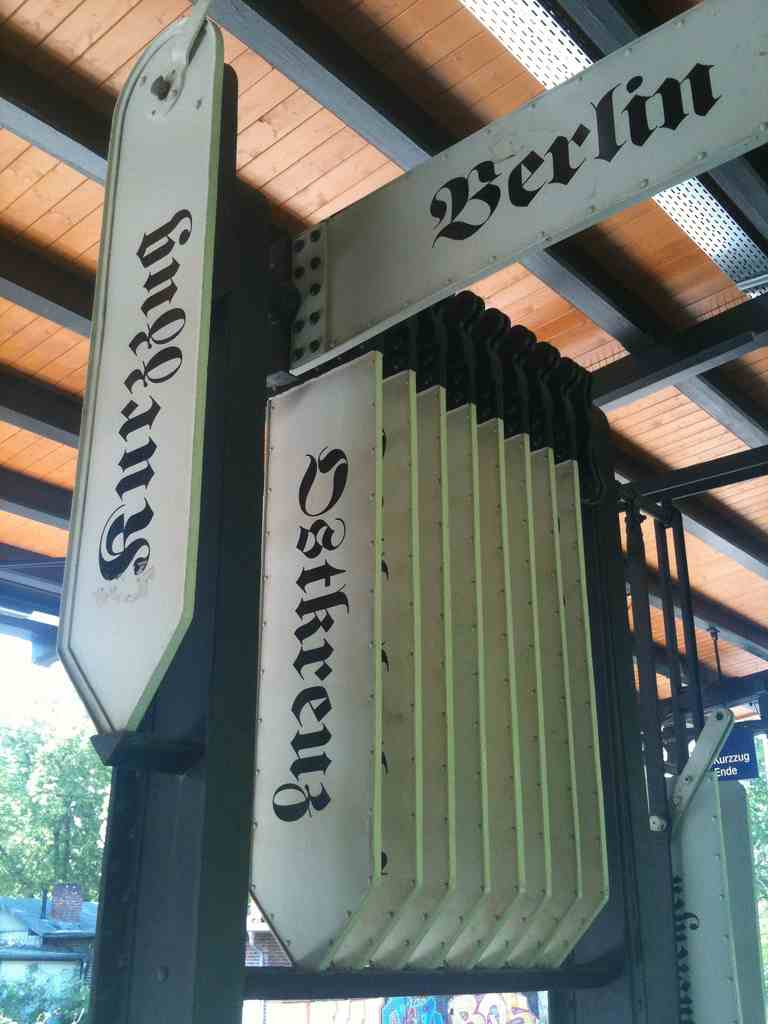
Hampelmänner am Bahnsteig in Wilhelmshagen

Eröffnet wurde der Bahnhof am 15. November 1882 als Neu-Rahnsdorf. Mit dem Umbau der Niederschlesisch-Märkischen Bahn wurde bis einschließlich Erkner ein neues Ferngleispaar angelegt und die neue Strecke in Dammlage gebracht. Der nunmehr nur noch vom Vorortverkehr bediente Bahnhof wurde im Zuge dieser Arbeiten von den Architekten Karl Cornelius und Waldemar Suadicani neu errichtet. Dabei wurde ein Mittelbahnsteig mit den berlintypischen Aufbauten errichtet. Nach Abschluss der Arbeiten im Jahr 1902 erfolgte die Umbenennung in Wilhelmshagen. Die Bahnhofsanlage ist heute denkmalgeschützt.
1908 wird der Bahnhofstunnel auf Antrag und Kosten der Einwohner Wilhelmshagens und von Woltersdorf-Schönblick eröffnet. Der Grundbesitzerverein Schönblick ließ auch einen Fußweg von Schönblick zum Bahnhof Wilhelmshagen anlegen. Eine Umbenennung des Bahnhofs in Wilhelmshagen-Schönblick wurde jedoch nicht umgesetzt.
Seit dem 11. Juni 1928 halten hier die elektrischen Züge der Berliner S-Bahn, der Mischbetrieb mit Dampfzügen endete 1929. Nach dem Zweiten Weltkrieg erfolgte seitens der sowjetischen Besatzungsmacht die Demontage beider S-Bahn-Gleise. Durch freigewordene Kapazitäten und Demontage von Gleisen an anderer Stelle – unter anderem der Preußischen Ostbahn – konnte die Strecke 1948 zunächst eingleisig wiederhergerichtet werden. Die Wiederaufnahme des elektrischen S-Bahn-Verkehrs erfolgte zum 2. November dieses Jahres. Ab 1957 erfolgte der Wiederaufbau des zweiten Streckengleises.
Im Januar 2010 wurde begonnen, das Bahnsteigdach und die Beleuchtungsanlage zu erneuern sowie ein Blindenleitsystem einzurichten. Die Modernisierungsmaßnahmen sollten bis September 2010 fertiggestellt werden, endeten jedoch erst Ende 2011.
Seit April 2015 erfolgt die Zugabfertigung durch den Triebfahrzeugführer mittels Führerraum-Monitor (ZAT-FM). Seit Ende 2015 wird der S-Bahnhof durch ein elektronisches Stellwerk gesteuert, in diesem Zuge erfolgte eine Ausrüstung mit dem elektronischen Zugbeeinflussungssystem ZBS.
Im Rahmen des Streckenausbaus der Fernbahn Berlin – Frankfurt (Oder) werden seit 2017 die Gleis- und Oberleitungsanlagen auch im Bereich des Bahnhofs Berlin-Wilhelmshagen umgebaut sowie der Fußgängertunnel teilweise abgebrochen und mit größerer Höhe neu errichtet. Er erhielt zwei Aufzüge, um einen barrierefreien Zugang zum S-Bahnsteig herzustellen. Während der Bauarbeiten erfolgte der Zugang über eine temporäre Fußgängerbrücke, der Nordzugang war in dieser Zeit geschlossen. Wegen Fehlern im Genehmigungsverfahren zur Erneuerung des Fußgängertunnels mussten die begonnenen Arbeiten für 2,5 Jahre unterbrochen werden. Nach Wiederaufnahme der Bauarbeiten im März 2020 war eine Fertigstellung des Fußgängertunnels einschließlich der Aufzüge für März 2021 vorgesehen. Die vorhandene Treppe am Hauptzugang wurde auf eine Breite von lediglich 1,90 m zurückgebaut. Zwar konnte die provisorische Fußgängerbrücke schließlich im März 2021 abgebaut und der Bahnsteigtunnel wieder freigegeben werden, jedoch verzögerten sich die weiteren Arbeiten erneut. So gingen die Aufzüge erst im Februar 2022 in Betrieb, die Arbeiten zur denkmalgerechten Sanierung des Empfangsgebäudes und der Treppeneinhausung sollen nun bis Ende 2022 andauern.

## Verkehr
Die Station wird von der Linie S3 bedient, die tagsüber im 10- beziehungsweise 20-Minuten-Takt zwischen Erkner und Spandau verkehrt. Darüber hinaus wird die Station über die Buslinie 161 der Berliner Verkehrsbetriebe mit dem weiteren Siedlungsgebiet verbunden.
| Linie | Verlauf |
| ----- | --- |
|       | Spandau – Stresow – Pichelsberg – Olympiastadion – Heerstraße – Messe Süd – Westkreuz – Charlottenburg – Savignyplatz – Zoologischer Garten – Tiergarten – Bellevue – Hauptbahnhof – Friedrichstraße – Hackescher Markt – Alexanderplatz – Jannowitzbrücke – Ostbahnhof – Warschauer Straße – Ostkreuz – Rummelsburg – Betriebsbahnhof Rummelsburg – Karlshorst – Wuhlheide – Köpenick – Hirschgarten – Friedrichshagen – Rahnsdorf – Wilhelmshagen – Erkner |